# BREF
BREF of BREF-documents staat voor BAT Reference documents en is een uitwerking van de IPPC-richtlijn van de Europese Unie. 'BAT' staat dan weer voor Best Available Techniques oftewel Best Beschikbare Techniek. In een BREF-document staat beschreven wat de meest milieuvriendelijke technieken zijn die een bedrijf kan toepassen.
In een uitspraak van de Raad van State van 22 juli 2009 werd gesteld dat Shell Moerdijk zich aan de BREF-documenten moet houden en de best beschikbare technologie moet gebruiken, ook als deze technieken niet kosteneffectief zijn.. Dit werd gezien als een belangrijke principiële uitspraak, waar ook andere partijen zich aan moeten houden.